# Macomb (Illinois)
Macomb è un comune degli Stati Uniti d'America, situato in Illinois, nella Contea di McDonough, della quale è il capoluogo.